# ジョージ・バターワース
ジョージ・バターワース（George Sainton Kaye Butterworth, 1885年7月12日 - 1916年8月5日）は、イギリスの作曲家。歌曲集《シュロップシャーの若者（A Shropshire Lad）》が有名。
姓はバタワス、バターワスなどの表記も見られる。

## 人物・来歴
ロンドン・パディントンに生まれるが幼くしてヨークシャーに移り、歌手の母親から音楽の手ほどきを受ける。子供時代から作曲に手を染めていたが、父親の意向で事務弁護士となるべくイートン・カレッジに通わされ、さらにオックスフォード大学トリニティ・カレッジに進んだ。しかし同校では、民謡蒐集家のセシル・シャープや、民謡を熱愛する作曲家のヴォーン・ウィリアムズとの出逢いにより、いっそう音楽に打ち込むようになる。ヴォーン・ウィリアムズとは親友同士であり、たびたびイングランドの田園地帯に民謡の採譜に出かけ、2人の作風は接した民謡に強く影響されるようになる。バターワースはフォークダンスの名手でもあり、とりわけモリス・ダンスを好んで踊った。
ヴォーン・ウィリアムズに、作曲中の交響詩を《ロンドン交響曲》へと造り替えるように提案したのもバターワースだった。この作品のスケッチをまとめるのも手伝っている。こういうわけでヴォーン・ウィリアムズはこの交響曲を、故人となったバターワースに献呈したのである。
オックスフォード大学を卒業すると、バターワースは音楽の道を歩み始め、作曲のかたわら、タイムズ紙に音楽批評を寄せ、オックスフォードシャーのラドリー大学で教鞭を執った。一時期、王立音楽大学でヒューバート・パリーなどにも師事した。第一次世界大戦が勃発すると、バターワースは従軍した。1916年のソンム戦役において襲撃を指揮中に、戦地ポジエール（Pozières）で狙撃された。遺体の捜索はなされず、ソンムの戦場跡付近のチープヴァル（Thiepval）の記念碑にも、バターワースの名は載せられていない。英国政府より戦功十字章を追贈され、前線の名はバターワースにちなんで名づけられた。
バターワースは多作家ではなく、気に入らない作品は戦時中に破毀してしまった。現存する作品のうち、A.E.ハウスマンの詩集『シュロップシャーの若者』が最も有名である。同時代の多くのイングランドの作曲家がハウスマンの詩に曲をつけたが、バターワース作品ほど有名になった曲は一つもない。
バターワースは、1911年と1912年に『シュロップシャーの若者』による2冊の歌曲集を作曲した。今日では全曲が演奏されることはめったにないが、そのうち6曲はそれでもしばしば演奏され、とりわけ《僕の牛たちは耕しているのか（Is My Team Ploughing?）》は最も有名である。《最愛の木立ちよ（Lovliest of Trees）》は、管弦楽のための狂詩曲《シュロップシャーの若者》（1912年）の基礎となった。
その他の数々の管弦楽曲のうち、とりわけ《緑の枝垂れ柳の岸辺（Banks of Green Willow）》（1913年）は時どき演奏されている。バターワースは研究者から、不慮の死によって全面的に才能を開花させることができなかったと看做されている。ボーア戦争という時局に設定された詩集『シュロップシャーの若者』の陰惨たる題材と、バターワースの戦死に類似性があるということはしばしば論じられてきた。しかし、第一次世界大戦に自発的に従軍したイギリス人音楽家はさほど多くなく、志願の動機や理由は謎である。